# Ian Murdock
Ian Murdock   (Constança, 28 d'abril de 1973 - San Francisco, 28 de desembre de 2015) va ser un informàtic estatunidenc, encara que va néixer a Alemanya, conegut per ser el fundador del projecte Debian i de la distribució comercial Progeny Debian.
Va escriure el Manifest Debian el 1993, mentre estudiava a la Universitat Purdue. En aquesta institució va obtenir la seva llicenciatura en Informàtica, el 1996.
Va anomenar Debian al seu projecte, una denominació que combinava el nom de qui aleshores era la seva xicota, Debra Lynn, amb el seu nom, Ian. També va fundar la companyia Progeny Linux Systems.
Posteriorment, va treballar a Sun Microsystems, després a Salesforce Marketing Cloud i finalment, des del novembre de 2015, a Docker.
Morí el 28 de desembre de 2015 en estranyes circumstàncies, després d'haver denunciat assatjament policial.